# Сиби (округ)
Сиби (урду ضلع سبی‎, англ. Sibi District) — один из 30 округов пакистанской провинции Белуджистан. Административный центр — город Сиби.

## География
Площадь округа — 4 152 км². На севере граничит с округом Харнай, на юге и западе — с округом Болан, на востоке — с округом Кохлу, на северо-востоке — с округом Лоралай.

## Административно-территориальное деление
Округ делится на два техсила:
- Лехри
- Сиби

## Население
По данным переписи 1998 года, население округа составляло 180 398 человек, из которых мужчины составляли 53,95 %, женщины — соответственно 46,05 %. Уровень грамотности населения (от 10 лет и старше) составлял 25,47 %. Уровень урбанизации — 32,05 %. Средняя плотность населения — 43,45 чел./км².